# Finanzwirtschaft
Die Finanzwirtschaft (oder Finanzsektor; englisch financial sector) oder der Finanzbereich ist in der Volkswirtschaftslehre ein Wirtschaftszweig, der alle Unternehmen umfasst, bei denen Finanzen oder Finanzierung das Kerngeschäft darstellen. Das volkswirtschaftliche Pendant ist die Realwirtschaft.

## Allgemeines
Wichtigster Teilsektor der Finanzwirtschaft ist das Finanzwesen. Zum Finanzwesen gehören die Finanzmärkte und deren Marktteilnehmer, nämlich Finanzdienstleistungsinstitute, Kreditinstitute und Wertpapierdienstleistungsunternehmen (Bankwesen), Versicherungen (Versicherungswesen), Investmentfonds, Pensionsfonds und andere institutionelle Anleger. Die Finanzmärkte setzen sich zusammen aus Börsen, Geld-, Devisen-, Interbanken-, Kredit- und Kapitalmarkt. Nicht zum Finanzwesen, aber zur Finanzwirtschaft gehören die Finanzkonglomerate.
Während der Gütermarkt zur Realwirtschaft zählt, sind die Finanzmärkte Teil der Finanzwirtschaft. Auch deren Handelsobjekte unterscheiden sich voneinander: Güter können nur auf dem Gütermarkt, Finanzprodukte/Finanzinstrumente/Finanzierungsinstrumente nur auf den Finanzmärkten gehandelt werden.
Die Verwendung des Begriffs Finanzwirtschaft ist in der Fachliteratur nicht einheitlich. Zuweilen wird er in der Betriebswirtschaftslehre auch für die betriebliche Funktion der Finanzierung verwendet. Dabei erfasst der Begriff Finanzwirtschaft Investition, Finanzierung und Liquidität, also alle monetär-realen Vorgänge wie Zahlungen. Um sie von der volkswirtschaftlichen Finanzwirtschaft unterscheiden zu können, wird von „betrieblicher Finanzwirtschaft“ gesprochen.

## Arten
Die volkswirtschaftliche Finanzwirtschaft besteht aus den Wirtschaftssubjekten Unternehmen, Privathaushalte und Staat mit seinen Untergliederungen (öffentliche Finanzwirtschaft). Im Wirtschaftskreislauf gehören die Geld- und Zahlungsströme zur Finanzwirtschaft und die Güterströme zur Realwirtschaft; beide Ströme werden als Wirtschaftsobjekte zusammengefasst. Kauft beispielsweise ein Privathaushalt ein Automobil, so ist die Kaufpreiszahlung ein Zahlungsvorgang in der Finanzwirtschaft, während die Lieferung des Fahrzeugs durch ein Autohaus zur Realwirtschaft gehört. Deshalb sind Finanz- und Realwirtschaft miteinander verzahnt.
Die öffentliche Finanzwirtschaft umfasst sämtliche finanzwirksamen Aktivitäten des öffentlichen Sektors, welche die Staatseinnahmen und Staatsausgaben betreffen. Beschaffung, Verwaltung und Verwendung der zur Erfüllung der öffentlichen Aufgaben erforderlichen Finanzmittel sind Regelungsgegenstand der öffentlichen Finanzwirtschaft. Die finanzwirtschaftliche Seite der staatlichen Aufgabenerfüllung ist eine umfassende Querschnittsaufgabe, weil jegliche staatliche Maßnahme zwangsläufig finanzielle Auswirkungen mit sich bringt. Die Bedeutung der öffentlichen Finanzwirtschaft für die Gesamtwirtschaft kann an der Staatsquote abgelesen werden.

## Funktionen

### Kapitalbeschaffung
Getroffene Investitionsentscheidungen haben als Aktionsparameter unter anderem Finanzierungsentscheidungen zur Folge. Es muss entschieden werden, wie die vorgesehene Investition zu finanzieren ist. Zur Verfügung stehen die Eigen- und Fremdfinanzierung. Bei der Eigenfinanzierung ist die Beschaffung oder Erhöhung des Eigenkapitals im Rahmen der Außenfinanzierung oder die Gewinnthesaurierung möglich, letztere gehört zur Innenfinanzierung. Die Fremdfinanzierung ist stets Außenfinanzierung und findet über eine Beschaffung oder Erhöhung des Fremdkapitals statt. Zu den Kapitalgebern gehören Gesellschafter (Gesellschafterdarlehen), Kreditinstitute (Bankkredite) oder Lieferanten (Lieferantenkredite).
Alle Kapitalbeschaffungsmaßnahmen müssen die Finanzierungskosten und die Knappheit/Verfügbarkeit berücksichtigen. Die Finanzierungskosten bestehen aus den Eigenkapital- oder Fremdkapitalkosten. Die Eigenkapitalkosten der Gesellschafter setzen sich aus einem risikofreien Zins (Opportunitätszins für eine risikofreie, entgangene alternative Geldanlage) und einer Risikoprämie zusammen. Die Risikoprämie stellt den Teil der Renditeerwartung des Gesellschafters dar, den er über den risikofreien Zins hinaus für das Unternehmerrisiko als Kompensation verlangt. Zu den Kosten der Fremdfinanzierung gehören insbesondere die vom herrschenden Zinsniveau abhängigen Zinsaufwendungen. Verfügbarkeitsfragen werden durch das Angebot auf dem Geld- und Kapitalmarkt entschieden. Zinsniveau und Verfügbarkeit sind durch das Unternehmen – zumindest kurzfristig – nicht beeinflussbar und stellen Datenparameter dar.

### Investition
Betriebliche Investitionen sind nach dem Investitionsobjekt in Sach-, immaterielle und Finanzinvestitionen aufzuteilen. Nach der Bedeutung der Investition für das Unternehmen können einfache operative Investitionen (etwa Anschaffung eines Lieferwagens in einem Großunternehmen) oder komplexe strategische Investitionen (etwa der Unternehmenskauf eines gleich großen Unternehmens) unterschieden werden. Im Rahmen der Fristenkongruenz sind die Laufzeit der gewählten Finanzierungsinstrumente und die Auswirkungen auf betriebswirtschaftliche Kennzahlen (zur Kapitalstruktur und Schuldenkennzahlen) zu beachten (Reaktionsparameter). Die optimale Kapitalstruktur ist aus Sicht der Finanzierungskosten erreicht, wenn quantitative und qualitative Finanzierungskosten ein Minimum bilden.
Die Kennzahl der Grenzleistungsfähigkeit des Kapitals bildet die eigentliche Grundlage von Investitionsentscheidungen. Als Grenzleistungsfähigkeit des Kapitals bezeichnet man jenen Zinssatz, bei dem die Anschaffungskosten der Investition mit dem Gegenwartswert der Investition (=Barwert der Nettoerlöse der Investition) übereinstimmen. Das Unternehmen wird nur dann investieren, wenn die Grenzleistungsfähigkeit des Kapitals den aktuellen Marktzins übersteigt. Erzielt eine Investition eine höhere Rendite als eine alternative Geldanlage, wird investiert und umgekehrt. Bei erwarteter Lebensdauer einer zu erwerbenden Maschine von 2 Jahren ergibt sich folgende Formel:
{\displaystyle AK=Q_{1}+{\frac {Q_{2}}{1+R}}}
Hierin sind

{\displaystyle AK} Anschaffungskosten der Investition

{\displaystyle Q_{1}} Nettoeinnahmen der Investition im ersten Jahr

{\displaystyle Q_{2}} Nettoeinnahmen der Investition im zweiten Jahr

{\displaystyle R} Grenzleistungsfähigkeit des Kapitals (Investitionsrendite)
Kostet beispielsweise eine Maschine 1.000 Euro bei zwei Jahren Lebensdauer und erwartet der Unternehmer im ersten Jahr 500 Euro und im zweiten Jahr 540 Euro Nettoeinnahmen durch die Maschine, so ergibt sich eine Grenzleistungsfähigkeit von 8 %. Liegt der Marktzins bei 7 %, wird investiert, liegt er über 8 %, unterbleibt die Investition. Diese Grenzleistungsfähigkeit wurde von John Maynard Keynes erstmals im Februar 1936 in seiner Allgemeinen Theorie der Beschäftigung, des Zinses und des Geldes vorgestellt.
Schließlich ist auch der Grenzertrag der getätigten Investition wie auch der Financial leverage von Interesse.

### Risikomanagement
Das Risikomanagement hat in den vergangenen Jahrzehnten eine weite Verbreitung erfahren. Dazu beigetragen haben die erheblichen Wechselkurs- und Zinsschwankungen und zahlreiche Finanzkrisen, die auch die Realwirtschaft bei Nichtbanken erfassten. Das strategische Risikomanagement befasst sich mit richtungweisenden Fragen der Unternehmenspolitik und ist entsprechend auf der obersten Leitungsebene (Vorstand) angesiedelt. Das operative Risikomanagement ist auf der mittleren und unteren Leitungsebene mit der Risikoidentifikation, Risikoquantifizierung, Risikoaggregation, Risikobewältigung und Risikoüberwachung befasst. Es stellt Risikoinformationen für finanzwirtschaftliche Aufgaben bereit (z. B. über den aggregierten Gesamtrisikoumfang, um daraus Kapitalkostensätze abzuleiten.)

### Zahlungsverkehr
Der Zahlungsverkehr wickelt die unternehmensinternen und insbesondere die externen Zahlungsströme in Verbindung mit Kreditinstituten ab. Diese übernehmen den Inlands- und Auslandszahlungsverkehr unter Verwendung aller erforderlichen Zahlungsmittel.

## Betriebswirtschaftliche Forschung
In der Betriebswirtschaftslehre unterscheidet man zwischen der klassischen, neoklassischen und neoinstitutionalistischen Finanzierungstheorie.
- Die klassische Finanzierungstheorie stellt zunächst eine auf die rechtlichen Wirkungen institutioneller Finanzierungs- und Rechtsformentscheidungen ausgerichtete Forschung dar. Sie umfasst insbesondere eine beschreibende Typologie finanzwirtschaftlicher Institutionen und trennt die Finanzierungsvorgänge von den Investitionsentscheidungen.[12] Sie betrachtet die finanzwirtschaftlichen Prozesse lediglich als Hilfsfunktion: Für ein vorgegebenes Produktions- und Absatzprogramm sind bestimmte Produktionskapazitäten notwendig, die gegebenenfalls durch Investitionen aufgebaut werden müssen.[12] Die klassische Finanzierungstheorie brachte entscheidungsorientierte Aspekte in die Forschung zur betrieblichen Finanzwirtschaft ein, wobei sie einer zukunftsorientierten Funktion folgt. Sie teilt sich insbesondere in vier Teilbereich auf:
  - Die Formenlehre versucht, für eine geplante Investition die jeweils günstigste Form der Finanzierung zu finden. Sie beschreibt die verschiedenen Möglichkeiten der Kapitalbeschaffung, wie etwa Kreditaufnahme oder Veräußerung von Vermögensgegenständen, die alle spezifische Vor- und Nachteile haben.
  - Die Finanzanalyse ermittelt aus den Daten der Unternehmensbilanz im Rahmen der internen Bilanzanalyse betriebswirtschaftliche Kennzahlen, um daraus Erkenntnisse über die finanzwirtschaftliche Stabilität zu gewinnen.
  - Ein projektorientierter Ansatz befasst sich mit außergewöhnlichen finanzwirtschaftlichen Maßnahmen wie Änderung der Rechtsform, Mergers & Acquisitions, Kapitalmaßnahmen oder Liquidation.
  - Der modernste Teilbereich ist die Finanzplanung, deren Hauptaufgaben in der Kapitalbedarfsplanung und Sicherung der permanenten Zahlungsfähigkeit bestehen (Liquiditätsplanung).

- Im Mittelpunkt der neoklassischen Finanzierungstheorien stehen die wirtschaftlichen Entscheidungen von Individuen und deren Optimierung, wobei erst die Ausdehnung auf den Investitions- und Finanzierungssektor zur Entstehung der neoklassischen Finanzierungstheorien beigetragen hat. Sie trennen strikt zwischen Investitions- und Finanzierungsentscheidungen und fassen die Finanzierung als Allokation der durch die gegebene Investition ausgelösten Zahlungsströme auf.[13] Neoklassische Finanzierungstheorien bauen auf der 1952 von Harry Markowitz entwickelten Portfoliotheorie auf. Auch das 1961 entwickelte Capital Asset Pricing Model und die 1973 entstandene Optionspreistheorie gehören als Kapitalmarkttheorien in den Forschungsbereich der Neoklassik. Weitere Meilensteine in der Entwicklung der neoklassischen Finanzwirtschaft sind das Fisher-Separationstheorem, welches besagt, dass Investitionsentscheidungen allein durch den Kapitalwert bestimmt und Sparentscheidungen allein durch die subjektiven Präferenzen des Sparenden bestimmt werden; das Dean-Modell, das sich mit dem optimalen Investitions- und Finanzierungsprogramm befasst; die Irrelevanzthesen von Modigliani und Miller, die den Einfluss des Verschuldungsgrades eines Unternehmens auf dessen Kapitalkosten beleuchten.

- Die neoinstitutionalistische Finanzierungstheorie (Neue Institutionenökonomik) befasst sich mit Transaktionskosten, der Theorie der Verfügungsrechte und der Prinzipal-Agent-Theorie. Es geht dabei um Marktteilnehmer und Institutionen auf dem vollkommenen Kapitalmarkt, auf dem Informationen kostenlos und sofort zugänglich sind und weder Steuern noch Transaktionskosten vorhanden sind. Da aber realiter Störfaktoren wie die asymmetrische Informationsverteilung wirken, befasst sich die Prinzipal-Agent-Theorie mit Hilfe von zwei Teilsektoren ausführlich mit Informationsasymmetrien, nämlich mit der Adverse Selektion und dem Moral Hazard, die alle Gegenstand neoinstitutionalistischer Forschung darstellen.

## Volkswirtschaftslehre
In der Volkswirtschaftslehre bildet die Finanzwirtschaft („monetärer Sektor“) das Pendant zur Realwirtschaft, bei deren Zusammenspiel der Zeithorizont eine wichtige Rolle spielt. Im Sektor der Finanzwirtschaft sind alle Wirtschaftssubjekte vertreten, die Finanzleistungen erbringen wie Banken, Versicherungen, institutionelle Anleger und Finanzmärkte. Die Volkswirtschaftslehre aggregiert also alle Wirtschaftssubjekte, deren Hauptaufgabe mit finanziellen Tätigkeiten in Verbindung steht.
Da die Finanzwirtschaft eine höhere Reaktionsgeschwindigkeit und höhere Volatilitäten von Kursen oder Renditen als die Preise/Löhne an den Güter- und Arbeitsmärkten aufweist, können die Finanzmärkte neue Informationen schneller verarbeiten als die Realwirtschaft. Dies verdeutlicht Joseph Schumpeter in seiner Metapher über einen Hund (der die Finanzwirtschaft symbolisiert), der auf einem gemeinsamen Spazierweg seinem behäbigen Herrn (Realwirtschaft) folgt – auch wenn der Hund einmal voraus läuft und dann wieder etwas zurückbleibt: Am Ende des Spazierwegs sind beide wieder zusammen. „Die (Staats-)Finanzen sind einer der besten Angriffspunkte der Untersuchung des sozialen Getriebes … als auch in der symptomatischen Bedeutung – insofern als alles, was geschieht, sich in der Finanzwirtschaft ausdrückt“.
Die Finanzwirtschaft ist Komplementor der Realwirtschaft, weil sie Wertschöpfungsinfrastruktur bereitstellt. Die komplementäre Interdependenz zwischen Finanz- und Realwirtschaft wird häufig zur Erklärung von Finanzkrisen herangezogen. Einer Idealvorstellung zufolge sollen sich Real- und Finanzwirtschaft parallel entwickeln. Maßstab kann beispielsweise die Aktienrendite sein, deren realwirtschaftliche Aktienrendite als Dividendenrendite bezeichnet wird. Die finanzwirtschaftliche Aktienrendite setzt sich aus dieser Dividendenrendite und der prozentualen jährlichen Kurssteigerung zusammen: Zu einer realwirtschaftlichen Dividendenrendite von 3 % addiert sich eine angenommene jährliche Kurssteigerung von 7 %, so dass die finanzwirtschaftliche Aktienrendite 10 % beträgt. Eine parallele Entwicklung zwischen Real- und Finanzwirtschaft ist bereits deshalb nicht wahrscheinlich, weil das erwerbswirtschaftliche Prinzip zu einer Spezialisierung auf entweder realwirtschaftliche oder finanzwirtschaftliche Aktivitäten führt. Wird etwa in einem Staat die Finanzwirtschaft durch Finanzmarktaufsicht, Marktregulierung, Staatsinterventionismus oder gar Zinsverbot eingeschränkt und die Realwirtschaft allgemein dem erwerbswirtschaftlichen Prinzip überlassen, dürfte die Realwirtschaft schneller wachsen als die Finanzwirtschaft. Umgekehrt konzentriert sich beispielsweise Monaco auf Aktivitäten, die den Stadtstaat als Finanzplatz weiter attraktiv machen; die Realwirtschaft spielt dort kaum eine Rolle.
Die Finanzwirtschaft wirkt ebenso auf die Realwirtschaft und umgekehrt, es bestehen zwischen ihnen Interdependenzen. Auch empirisch gibt es zwischen beiden keinen parallelen Verlauf. Geht man von den historischen Renditen an den Kapitalmärkten aus, ergibt sich zwischen 1872 und 2000 in den USA eine Risikoprämie von 5,57 %. Schätzt man die Risikoprämie aufgrund des Verlaufs der Realwirtschaft, beträgt sie für denselben Zeitraum lediglich 3,54 %, was eine nicht parallele Entwicklung von 2 Prozentpunkten bedeutet. Dabei zeigt sich, dass eine Entkoppelung erst ab 1951 stattgefunden hat, denn seitdem ist bis 2000 die Risikoprämie der Realwirtschaft von 2,55 % hinter der der Finanzwirtschaft von 7,43 % deutlich zurückgeblieben. Die Finanzkrise ab 2007 ist hauptsächlich durch fehlendes oder fehlerhaftes Risikomanagement innerhalb der Finanzwirtschaft entstanden. Diese Krise wirkte sich durch ein Spillover auf die Realwirtschaft aus. Dabei wird in der Volkswirtschaftslehre auf die Ungleichgewichte von Real- und Finanzwirtschaft hingewiesen. War noch um 1980 die weltweite Realwirtschaft der Finanzwirtschaft quantitativ mit 2:1 überlegen, so ist sie heute mit 1:3,5 deutlich unterlegen. Diese erhebliche Disproportionalität drückt Risikopotenziale aus und zeigt, dass Geldkapital im Überfluss vorhanden ist. Dies deutet auf zunehmende Marktrisiken in der Finanzwirtschaft hin. Das Marktrisiko besteht bei diesem Ungleichgewicht vor allem in einem Overshooting (deutsch „Überschießen“) mit der Folge spekulativ verstärkter Spekulationsblasen, die so lange andauern, bis sich in der langsameren Realwirtschaft das neue Gleichgewicht eingestellt hat.

## Sonstiges
Die im November 1993 gegründete Deutsche Gesellschaft für Finanzwirtschaft ist im deutschsprachigen Raum die zentrale wissenschaftliche Gesellschaft auf dem Gebiet der Finanzwirtschaft.

## Abgrenzung
Die Finanzwirtschaft grenzt sich vom Finanzwesen dadurch ab, dass letzteres sich operativ mit der Beschaffung und Verwendung von Geld oder Kapital sowie mit der Abwicklung des Zahlungsverkehrs befasst. Erst die Aggregation aller zum Finanzwesen gehörenden Zahlungsströme ergibt die Finanzwirtschaft.